# Ulleres intel·ligents

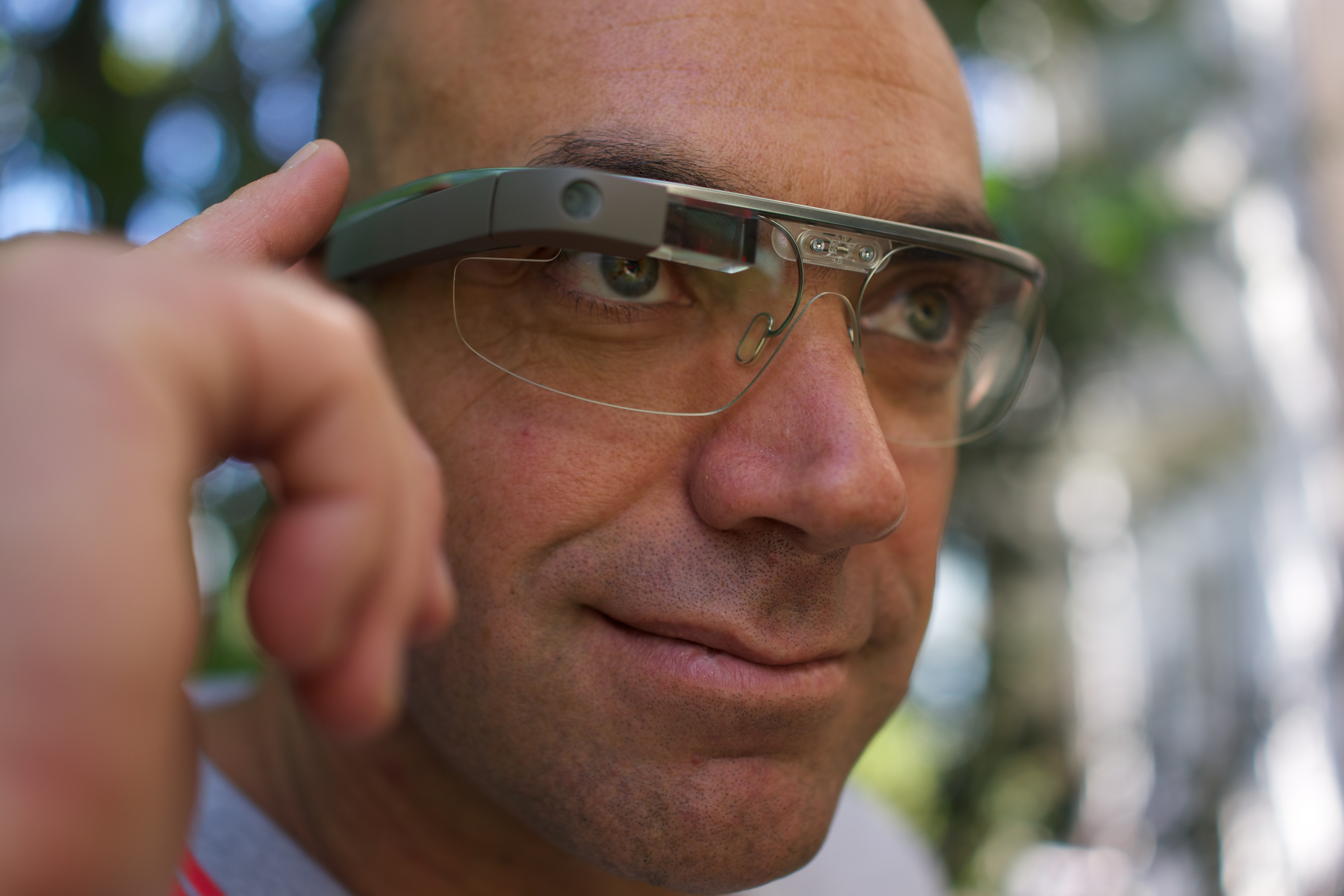
Ús del panell tàctil integrat al lateral de les Google Glass del 2013 per comunicar-se amb el telèfon de l'usuari mitjançant Bluetooth

Les ulleres intel·ligents o smart glasses són ordinadors portàtils que es porten als ulls o al cap. Moltes ulleres intel·ligents inclouen pantalles que afegeixen informació al costat del que veu la persona que les porta.  Alternativament, les ulleres intel·ligents de vegades es defineixen com a ulleres que poden canviar les seves propietats òptiques, com ara les ulleres de sol intel·ligents que estan programades per canviar el tint per mitjans electrònics.  Alternativament, les ulleres intel·ligents de vegades es defineixen com a ulleres que inclouen la funcionalitat d'auriculars.
Unes ulleres intel·ligents es poden considerar un dispositiu de realitat augmentada si realitzen un seguiment de postures.

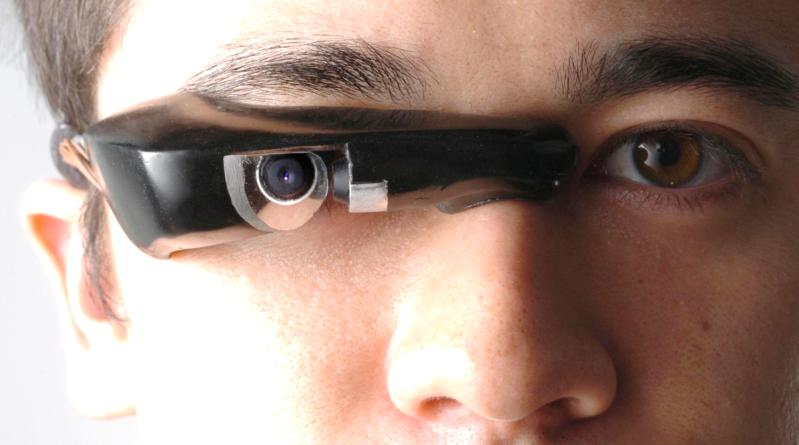
Home amb unes ulleres digitals EyeTap de 1998

La superposició d'informació a un camp de visió s'aconsegueix mitjançant una pantalla òptica muntada al frontal (OHMD) o ulleres sense fil integrades amb una pantalla head-up transparent (HUD) o una superposició de realitat augmentada (AR). Aquests sistemes tenen la capacitat de reflectir imatges digitals projectades, així com de permetre a l'usuari veure-hi a través o veure-hi millor. Mentre que els primers models poden realitzar tasques bàsiques, com ara servir com a pantalla frontal per a un sistema remot, com en el cas de les ulleres intel·ligents que utilitzen tecnologia cel·lular o Wi-Fi, les ulleres intel·ligents modernes són ordinadors portàtils que poden executar aplicacions mòbils autònomes. Algunes són mans lliures i poden comunicar-se amb Internet mitjançant ordres de veu en llenguatge natural, mentre que d'altres utilitzen botons tàctils.
Igual que altres ordinadors, les ulleres intel·ligents poden recopilar informació de sensors interns o externs. Poden controlar o recuperar dades d'altres instruments o ordinadors. En la majoria dels casos, admeten tecnologies sense fil com Bluetooth, Wi-Fi i GPS. Un petit nombre de models executen un sistema operatiu mòbil i funcionen com a reproductors multimèdia portàtils per enviar fitxers d'àudio i vídeo a l'usuari a través d'uns auriculars Bluetooth o WiFi. Alguns models d'ulleres intel·ligents també inclouen un registre complet de la vida i un seguiment de l'activitat.
Les ulleres intel·ligents també poden tenir funcions que es troben en un telèfon intel·ligent. Algunes tenen funcions de seguiment d'activitat (també conegudes com a " seguidor d'activitat física "), com es veu en alguns rellotges GPS.

## Característiques i aplicacions
Igual que amb altres dispositius de registre de vida i seguiment d'activitat, la unitat de seguiment GPS i la càmera digital d'algunes ulleres intel·ligents es poden utilitzar per registrar dades històriques. Per exemple, després de completar un entrenament, les dades es poden carregar a un ordinador o en línia per crear un registre d'activitats d'exercici per a la seva anàlisi. Alguns rellotges intel·ligents poden servir com a dispositius de navegació GPS complets, mostrant mapes i coordenades actuals. Els usuaris poden "marcar" la seva ubicació actual i després editar el nom i les coordenades de l'entrada, cosa que permet la navegació a aquestes noves coordenades.
Tot i que alguns models d'ulleres intel·ligents fabricats al segle XXI són completament funcionals com a productes independents, la majoria de fabricants recomanen o fins i tot exigeixen que els consumidors comprin telèfons mòbils que executin el mateix sistema operatiu perquè els dos dispositius es puguin sincronitzar per a una funcionalitat addicional i millorada. Les ulleres intel·ligents poden funcionar com una extensió, per a la pantalla frontal (HUD) o el control remot del telèfon i alertar l'usuari sobre dades de comunicació com ara trucades, missatges SMS, correus electrònics i invitacions de calendari.

### Aplicacions de seguretat
Les ulleres intel·ligents es podrien utilitzar com a càmera corporal. El 2018, la policia xinesa de Zhengzhou i Pequín utilitzava ulleres intel·ligents per fer fotos que es comparaven amb una base de dades governamental mitjançant el reconeixement facial per identificar sospitosos, recuperar una adreça i rastrejar persones que es movien fora de les seves zones d'origen.

### Aplicacions sanitàries
S'han proposat diverses proves de concepte per a les Google Glass en l'àmbit sanitari. El juliol de 2013, Lucien Engelen va iniciar una investigació sobre la usabilitat i l'impacte de les Google Glass en l'àmbit sanitari. Engelen, que treballa a la Singularity University i a Europa al Radboud University Medical Center, participa en el programa Glass Explorer.
Les principals conclusions de la recerca d'Engelen van incloure:
1. La qualitat de les imatges i els vídeos és utilitzable per a l'educació sanitària, la referència i la consulta remota. Cal inclinar la càmera en un angle diferent per a la majoria dels procediments quirúrgics.
2. La teleconsulta és possible —segons l'ample de banda disponible— durant els procediments operatius.
3. S'hauria d'afegir un estabilitzador a la funció de vídeo per evitar la transmissió entretallada quan un cirurgià mira les pantalles o els col·legues.
4. La durada de la bateria es pot allargar fàcilment amb l'ús d'una bateria externa.
5. Per a algunes funcions, cal controlar el dispositiu i/o els programes des d'un altre dispositiu a causa d'un entorn estèril.
6. La conversió de text a veu ("Preneu una nota" a Evernote) va mostrar una taxa de correcció del 60%, sense afegir un tesaurus mèdic.
7. Un protocol o una llista de comprovació que es mostri a la pantalla de les Google Glass pot ser útil durant els procediments.

El Dr. Phil Haslam i el Dr. Sebastian Mafeld van demostrar el primer concepte de Google Glass en el camp de la radiologia intervencionista. Van demostrar la manera en què el concepte de Google Glass podia ajudar en una biòpsia hepàtica i una fistuloplàstia, i tots dos van afirmar que Google Glass té el potencial de millorar la seguretat del pacient, la comoditat de l'operador i l'eficiència del procediment en el camp de la radiologia intervencionista. El juny de 2013, el cirurgià Dr. Rafael Grossmann va ser la primera persona a integrar Google Glass al quiròfan, quan va portar el dispositiu durant un procediment de PEG (gastrostomia endoscòpica percutània). L'agost de 2013, Google Glass també es va utilitzar al Wexner Medical Center de la Universitat Estatal d'Ohio. El cirurgià Dr. Christopher Kaeding va utilitzar Google Glass per consultar amb un col·lega en una part distant de Columbus, Ohio. Un grup d'estudiants de la Facultat de Medicina de la Universitat Estatal d'Ohio també va observar l'operació als seus ordinadors portàtils. Després del procediment, Kaeding va declarar: "Per ser sincer, un cop vam entrar a la cirurgia, sovint oblidava que el dispositiu hi era. Semblava molt intuïtiu i encaixava perfectament".

## Tipus de visualització
Han existit diverses tècniques per a HMD transparents. La majoria d'aquestes tècniques es poden resumir en dues famílies principals: basades en "miralls corbats" (o combinadors corbats) i basades en "guies d'ones" o "guies de llum". La tècnica del mirall s'ha utilitzat a EyeTaps, per Meta en el seu Meta 1, per Vuzix en el seu producte Star 1200, per Olympus i per Laster Technologies.
Diverses tècniques de guia d'ones existeixen des de fa temps. Aquestes tècniques inclouen l'òptica de difracció, l'òptica hologràfica, l'òptica polaritzada, l'òptica reflectant i la projecció:
- Guia d'ones difractiva: elements de xarxa de difracció inclinats (nanomètric 10E-9). La tècnica de Nokia ara està llicenciada per Vuzix.
- Guia d'ones hologràfica: 3 elements òptics hologràfics (HOE) intercalats (RGB). Utilitzada per Sony i Konica Minolta.
- Guia d'ones reflectant: Epson utilitza una guia de llum gruixuda amb un únic mirall semireflectant en el seu producte Moverio. Tooz Technologies GmbH utilitza una guia de llum corba amb una matriu de miralls segmentats de reflexió parcial per desacoblar la llum.[19]
- La pantalla de retina virtual (VRD), també coneguda com a pantalla d'escaneig de retina (RSD) o projector de retina (RP), és una tecnologia de visualització que dibuixa una pantalla ràster (com un televisor) directament a la retina de l'ull, desenvolupada per MicroVision, Inc.[20]
- Micropantalles OLED per a aplicacions de prop de l'ull (equips òptics per a exteriors, ulleres de visió nocturna, equips oculars per a dispositius mèdics, ulleres de realitat augmentada, etc.), que combinen alta resolució, alts nivells de brillantor i baix consum d'energia.[21]

El castAR d'Il·lusions Tècniques utilitza una tècnica diferent amb vidre transparent. Les ulleres tenen un projector i la imatge es retorna a l'ull mitjançant una superfície reflectant.
Finalment, hi ha una tècnica més popular entre els aficionats pel seu baix cost que requereix l'ús d'una lent d'augment per enfocar la pantalla a l'ull.